# Remios Hermios
Remios Hermios ist einer von zwei Iroijlaplap (Oberhäuptlingen) der Ratak-Kette in den Marshallinseln. Sein Stammesgebiet umfasst die Atolle Aur, Maloelap, Erikub, Wotje, Likiep, Ailuk, Utirik und Taongi; er und seine Vorläufer erhoben auch immer Anspruch auf das von den Vereinigten Staaten verwaltete Wake. 
Der zweite Oberhäuptling ist zur Zeit Michael Kabua von Kwajalein
Remios ist der Nachfolger seines Vaters Murjel Hermios, der im Dezember 1998 verstarb.